# Burning Heart
Burning Heart – ballada rockowa zespołu Survivor, nagrana na potrzeby filmu Rocky IV. Piosenka wydana na singlu w roku 1985.